# جوان ترونتو
جوان کلر ترونتو (به انگلیسی: Joan Tronto؛ زاده ۲۹ ژوئن ۱۹۵۲)، استاد علوم سیاسی در دانشگاه مینه‌سوتا است، او پیش‌تر استاد مطالعات زنان و علوم سیاسی در کالج هانتر و مرکز تحصیلات تکمیلی، دانشگاه نیویورک بود. کتاب مرزهای اخلاقی از او به فارسی ترجمه شده‌است.

## تحصیلات
ترونتو مدرک خود را در سال ۱۹۷۴، از کالج اوبرلین دریافت کرد. او در سال ۱۹۷۶ و ۱۹۸۱ در دانشگاه پرینستون در مقاطع کارشناسی و دکترا تحصیل کرده‌است.

## پژوهش
حوزه‌های تحقیقاتی ترونتو از نظریه‌های سیاسی، جنسیت و اخلاق مراقبت، تا اندیشه سیاسی را شامل می‌شود.